# 승원 (연호)
승원(昇元, 937년 10월 ~ 943년 2월)은 남당(南唐) 열조(烈祖) 이변(李昪)의 연호이다. 5년 5개월 가량 사용하였다. 열조(烈祖)가 죽고 난 후에 원종(元宗)이 보대로 개원될 때까지 사용하였다. 일설에는 승원(升元)이라 하기도 한다.

## 개원
- 양오(楊吳) 천조(天祚) 3년 10월 5일[1](937년 11월 10일)에 남당 건국 후, 연호를 승원(昇元)으로 건원함.[2][3][4][5]

- 승원(昇元) 7년 3월 1일[6](943년 4월 8일)에 연호를 보대(保大)로 개원함.[7][8][9][5]

## 연대 대조표
| 승원       | 원년            | 2년             | 3년                 | 4년        | 5년        | 6년                  | 7년                                 |
| 서기(西紀) | 937년           | 938년           | 939년               | 940년      | 941년      | 942년                | 943년                               |
| 간지(干支) | 정유(丁酉)      | 무술(戊戌)      | 기해(己亥)          | 경자(庚子) | 신축(辛丑) | 임인(壬寅)           | 계묘(癸卯)                          |
| 후진(後晉) | 천복(天福) 2년  | 3년             | 4년                 | 5년        | 6년        | 7년                  | 8년                                 |
| 남한(南漢) | 대유(大有) 10년 | 11년            | 12년                | 13년       | 14년       | 15년 광천(光天) 원년 | 2년 응건(應乾) 원년 건화(乾和) 원년 |
| 민(閩)     | 통문(通文) 2년  | 3년             | 4년 영륭(永隆) 원년 | 2년        | 3년        | 4년                  | 영륭(永隆) 5년 천덕(天德) 원년      |
| 후촉(後蜀) | 명덕(明德) 4년  | 광정(廣政) 원년 | 2년                 | 3년        | 4년        | 5년                  | 6년                                 |

## 같이 보기
- 중국의 연호 목록